# Château du Max
Le château du Max est situé au Theil, en France.

## Localisation
Le château du Max est situé à environ 2,5 km au sud-ouest du bourg de la commune du Theil, un peu à l'écart au nord de la D129, route du Theil à Voussac, dans le département de l'Allier, en région Auvergne-Rhône-Alpes.

## Description

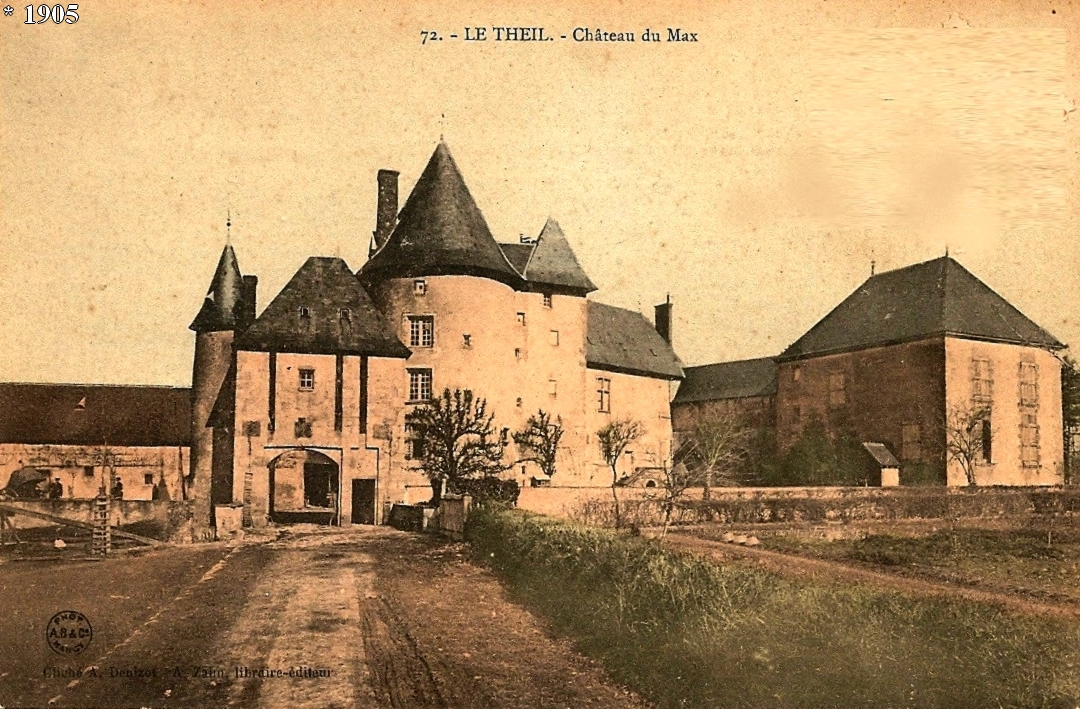
Le château du Max début 1900

Le château est entouré de douves. Un pont dormant a remplacé le pont-levis et donne accès au châtelet qui garde l'entrée. En face et à droite, une grosse tour ronde datant du XVe siècle est accolée à un corps de logis de même hauteur que la tour, suivi d'un deuxième corps de logis à deux niveaux seulement. Une galerie en retour d'équerre conduisant à un grand pavillon ferme la terrasse vers la droite.

## Historique
Jean et Nicolas du Max, fondateurs du château, abandonnent leurs prétentions sur la justice du Theil à Archambaud VIII de Bourbon, sire de Bourbon, en 1230 ainsi que l'usage de la forêt de Vacheresse et de la forêt des Colettes[réf. nécessaire].
Cependant, si les plus anciens éléments datent du XIIIe siècle, le Max a l'aspect typique d'un édifice du XVe siècle avec son beau porche qui fut à pont-levis, les douves entourant le château, tour massive et tours légères, archères et échauguette. À noter l'exceptionnelle charpente des toitures, absolument intacte.
En 1492, les frères Gilbert et Martin Rolland, originaires de Saint-Pourçain-sur-Sioule et anoblis, grâce à leur charge de receveurs des aides et tailles du Bourbonnais et du Berry, acquièrent le Max. Ne pouvant être aux deux endroits à la fois, ils placent un fondé de pouvoir à Moulins qui prend la fuite avec la caisse pleine en 1508. Louis XII ordonne alors la saisie des biens des Rolland en 1509.
En 1528, le château du Max est adjugé par la cour des aides de Paris à Jacques de Gouzolles, du Ludaix et des Granges, écuyer du roi François 1er et vice-roi d'Écosse. Sans enfant, il désigne son neveu André, qu'il considérait comme son fils, comme héritier, à condition que celui-ci prenne le nom de « de Gouzolles » et ses armes. Pour le repos de l'âme de ce grand seigneur, celui-ci fit bâtir une chapelle, à laquelle il octroya une rente en l'échange de la célébration d'une messe par jour.
En 1663, le château du Max devint propriété des seigneurs de Montgeorges. Gilbert Gaulmyn de Montgeorges, ami du roi Louis XIII, magistrat fin lettré, fort érudit, parlant le turc, l'arabe et le persan, écrivant aussi bien en grec, latin, hébreu qu'en français, auteur de maints ouvrages, défendit avec acharnement Mazarin durant la Fronde. Ses idées d'avant-garde lui faisaient prôner l'amour libre et sa conception du mariage créa le terme de « mariage à la Gaulmyn ».
Son petit-fils Gilbert, familier du roi Louis XIV, hérita de nombreux traits de caractère du grand-père : hardiesse, bravoure, opiniâtreté. Montgeorges, capitaine aux gardes françaises, est un valeureux soldat, promis à de hautes destinées. C'est lui qui a mené à Neerwinden des charges si fougueuses contre Guillaume d'Orange que ce dernier s'est exclamé : « Oh, l'insolente nation ! ». Son allure, ses nobles manières et aussi le parfum de scandale qui s'attachait à ses pas ne laissaient pas les femmes insensibles. Ainsi, il fit la connaissance d'Angélique Tiquet, épouse du conseiller au parlement Claude Tiquet, homme très riche mais avare.
Entre Gilbert Gaulmyn de Montgeorges et Angélique Tiquet, c'est la passion immense, l'amour fou. Les amants se cachant à peine, le mari fut vite au courant de son infortune. Il en conçut beaucoup d'amertume et de jalousie. Un certain soir, s'engageant rue Saint-Père (aujourd'hui rue des Saints-Pères), il fut attaqué par deux hommes masqués, bondissant sur lui. Ils lui portèrent de violents coups de poing et lui tirèrent un coup de pistolet, Claude Tiquet tomba.
En fait, ses blessures étaient très légères et il s'en rendit parfaitement compte. Mais il hurla à qui voulait l'entendre que sa femme tentait de l'assassiner. L'arrestation d'Angélique fut décidée et, malgré les efforts de Gilbert de Montgeorges pour faire libérer sa maîtresse, rien n'y fit. Deux mois après ce soi-disant attentat, le Châtelet (siège de la juridiction criminelle de la prévôté de Paris) condamna Angélique au supplice de l'eau et à avoir la tête tranchée. Ce qui fut fait en place de Grève le 3 juin 1699 (Mémoires de Saint-Simon).
Gilbert de Montgeorges poursuivit sa brillante carrière. Brigadier d'infanterie en 1702, il se distingua le 30 juin 1703 en commandant un corps de quinze cents grenadiers au combat d'Ekeren contre Marlborough et contribua grandement à la victoire. Gilbert Gaulmyn de Montgeorges s'éteignit le 13 décembre 1735, il avait 76 ans. Sans enfant, c'est son beau-frère Jacques de Montpellé, seigneur de Martigny, qui hérite de ses biens.
Le château du Max connut bien des seigneurs, mais peu d'aussi prestigieux que les Gaulmyn de Montgeorges…
La tourmente révolutionnaire voit Gilbert-Marien Le Maître, comte de Laage, seigneur du Mas (sic), émigrer alors que les domestiques occupent le château. Il n'a qu'une héritière, sa fille, qui n'est indemnisée qu'en 1826.
En 1937, le château est perquisitionné en vain par la gendarmerie de Montluçon. Les propriétaires de l'époque, proches de la Cagoule, sont soupçonnés de cacher des armes destinées à la tentative de coup d’État de novembre 1937. Lors de la Seconde Guerre mondiale, un officier de la Wehrmacht réquisitionne le château du Max. Originaire de Mayence, il aurait aidé un jeune du Theil à échapper au STO.
Au XVIIIe siècle a été établi par un feudiste un atlas de la seigneurie du Max, qui a été conservé.
Depuis 1989, les actuels propriétaires font vivre le château à travers diverses activités.
Par arrêté du 19 avril 2021, le château est inscrit au titre des monuments historiques en totalité.

## Légende
Un soir, Jacques de Gouzolles, rentrant au château, aperçoit, très étonné, une petite lumière qui brille à gauche du portail faisant suite au pont-levis. S'approchant vivement, il voit une fissure étroite, creusée dans la muraille à ras du sol. Là, il distingue un petit homme en noir. Près de lui se tient ce qui lui semble être une grosse poule blanche et lumineuse, entourée d'énormes œufs d'or. Émerveillé, il tente d'élargir la fissure, mais soudain, la lumière s'éteint... Patiemment, jour après jour, le sire de Gouzolles se tient à l'affût et, enfin, un soir, il peut pénétrer dans le souterrain qui se referme aussitôt sur lui.
Malgré toutes les recherches, Jacques de Gouzolles ne sera jamais retrouvé, ni son fabuleux trésor. Pour le repos de son âme, son petit-fils fit bâtir une chapelle.
Des années plus tard, un paysan circulant autour du château, aperçut un fantôme près de l'entrée. Celui-ci lui dit : « Je suis maudit et si tu ne m'aides pas, je ne trouverai jamais le repos ». Il lui révéla aussi que sous les murs du château se trouvait un important trésor et que s'il se décidait à l'aider le trésor serait à lui. Sans savoir ce qu'avait décidé le paysan, on le retrouva mort quelques jours plus tard… Il avait entretemps pu se confesser au curé et tout lui raconter.
Bien longtemps après, un groupe de paysans décida de partir à la recherche du trésor. Ils choisirent la nuit de Noël, car la croyance locale était que le soir de Noël, le diable quittait la terre le temps de la messe de minuit. Alors que les paysans commençaient à creuser, un ouragan se déchaîna. Le feu qu'ils avaient allumé s'éteignit. Apeurés, ils partirent à toute vitesse. Depuis plus personne ne chercha le trésor, même si nombre d'habitants croient toujours à son existence.